# Hasse Carlsson (Noice)
Hasse Carlsson, egentligen Hans Raymond Karlsson, född 19 februari 1965 i Gustavsberg, död 4 september 2002 i Gustavsberg, var en svensk sångare, gitarrist och låtskrivare.

## Biografi
Carlsson slog igenom 1980 med Noice som hade stora framgångar i början av 1980-talet. Flera av gruppens album sålde över 100 000 exemplar. Tillsammans med Gyllene Tider var de bland svenskt 1980-tals mest säljande grupper. 
Carlsson har skrivit musiken till låtarna "Du lever bara en gång" och "Dolce vita (Det ljuva livet)". Han lämnade bandet i april 1982 och satsade på en solokarriär. Tillsammans med Erika Norberg bildade han duon Christmas Crackers som 1994 utgav låten "När julen kommer till stan". Singelskivan innehöll även en engelsk och en instrumental version, skrivna och producerade av Peo Thyrén och Richard Evenlind.
När Noice 1995 genomförde en återföreningsturné, var Carlsson återigen sångare.
Efter att ha lämnat Noice var Carlsson under flera år heroinmissbrukare. Han blev mot slutet av sitt liv drogfri, men avled hösten 2002 av hepatit C.

## Diskografi

### Noice
- 1979 – Tonårsdrömmar
- 1980 – Bedårande barn av sin tid
- 1981 – Det ljuva livet
- 1982 – Live på Ritz
- 1995 – Vild, vild värld

### VHS/DVD
- 1982 – Det ljuva livet – en turnédokumentär
- 2005 – Officiell Bootleg Live

### Soloalbum
- 1982 – Gryning över stan
- 1983 – Pulsens hårda slag

### Singlar
- 1982 – "Sista kortet från Berlin" / "Det gäller bara dig"
- 1983 – "Natten blir till dag" / "Min morsa" (med Otitis)
- 1983 – "Alla é här" / "Sitt still" (med Otitis)
- 1983 – "Midnatt" / "Ingenstans"
- 1985 – "Natt efter natt" / "Voo-Voodoo" (med Freddie Hansson)
- 1994 – "När julen kommer till stan" (med Erika Norberg som Christmas Crackers)